# Delphastus
Delphastus  (лат.) — род божьих коровок из подсемейства Sticholotidinae.

## Распространение
Два вида Delphastus dejavu и Delphastus sonoricus, ранее считались конспецефичными виду Delphastus pusillus, распространены в западных США. В результате, Delphastus pusillus сейчас распространён в восточной части Соединённых Штатов, Delphastus catalinae отмечен на территории от Колумбии через Мексику в южные берега Калифорнии, а также на восток на остров Тринидад на Карибских островах.

## Описание
Жуки длиной менее двух миллиметров.

## Систематика
В составе рода:
- вид: Delphastus catalinae (Horn)
- вид: Delphastus puncticollis (LeConte)
- вид: Delphastus pusillus (LeConte)
- вид: Delphastus sonoricus Casey